# パンツァークライン
『パンツァークライン』 (Panzer klein) は、神田晶が「月刊少年ガンガン」にて2001年3月号から2002年11月号まで連載した漫画作品である。
単行本は全5巻。コミック最終巻の第5巻には、当作品の外伝「新名物・天ヶ瀬温泉にようこそ!」と「戦慄!!旧校舎の怪!!」、神田のデビュー作品『ぼくらのポストマン』も併せて収録されている。当項目では各外伝及び『ぼくらのポストマン』についても記述する。
神田晶の初連載作品となる当作品は、人間に宿る精霊をテーマにした作品で平凡な高校生がある事件をきっかけに力を巡る命がけな闘いに遭遇する運命にある。

## 登場人物

### 各名称の由来
当作品の登場人物、更に雨ヶ瀬学園、雄鬼高校などの名称は、大分県の市町村の名前に由来するものがほとんどである（例として、主人公の本上貴典は、「本匠村」〈ほんじょうむら〉という大分県内の村に由来し、海部美波は大分県の沿岸部地域一帯の名称である、「海部」〈あまべ〉に由来する）。
ただし、大分県は2005年から2006年にかけて、「平成の大合併｣として多くの市町村が合併されたため、2017年現在、本上、清河、米水逗など多くの登場人物の名前となった名称は、市町村としては消滅している。

### 雨ヶ瀬学園
本上 貴典（ほんじょう たかのり）
主人公。高校二年生。最強のクライン「魔剣レヴァンテイン」を宿す。戦いとは無縁の日々を送っていたが、クライン使いであることが判明したため、雨ヶ瀬・雄鬼の両校から勧誘を受ける。当初は関わり合いになるのを避けていたが、雄鬼に誘拐された妹の弥生を救出するために雨ヶ瀬へ転入する。
時として強い正義感を見せる事もあるが、基本的にはヘタレで気が弱く、戦士としては不向きな性格である。その性格が災いしてか、下級生の美波にすら格下扱いされており、八つ当たりの対象にされることもある。また茜には「なんにもわかってない」と罵倒され、クラインを制御できないとして独房に入れられるなど、雨ヶ瀬での待遇は散々だった。また、不可抗力で女子の体に接触してしまうことが多く、そのことで美波達に制裁を受けるのがコメディ描写における定番になっている。
海部 美波（かいふ みなみ）
雨ヶ瀬学園一年生。ナックルタイプのクライン「ローゼンドルフ」を宿す。茶髪のツインテールが特徴。クライン使いである事が判明した貴典を保護するべく、雨ヶ瀬からやって来た少女。明るく活発な性格から友人も多いが、お調子者で場の空気が読めないところがあり、しばしば騒動を起こす。その際よく貴典が巻き込まれ、二人揃って佐伯に制裁を受ける。
雨ヶ瀬に来る前は「海部物産」という企業の令嬢として不自由なく生活をしていたが、仕事一辺倒の父親に反発し、ひねくれた性格をしていた。その父親が自分を庇って誘拐犯に撃たれたことが、クラインを覚醒させるきっかけとなった。その後、桜華によって誘拐同然の方法で雨ヶ瀬に保護されるが、似た境遇を持つ姫嶋との交流を経て雨ヶ瀬の生徒となる。かつての令嬢暮らしのためか依存心が抜けず、それが原因で長らくDランクに甘んじていたが、桜華の叱咤を受けてクラインをパワーアップさせ、麻地を撃破する。
清河 桜華（きよかわ おうか）
雨ヶ瀬学園三年生。生徒会長。M（マスター）ランクのクライン使い。拳銃タイプのクライン「アルトヴァイス」を宿す。属性は不明。彼女の使用する弾丸は雨ヶ瀬の研究チームが開発した特別製で、クラインの細胞を腐敗させる効果がある。黒髪長髪で眼鏡をかけている。雨ヶ瀬では生徒会が学園の実権を握っており、生徒会長である彼女は教師よりも上の立場である。貴典に「冷たそうな人」と印象付けるほど冷静沈着かつシビアな性格だが、美波の依存心を断ち切るために敢えて突き放すなど、ただ冷たいだけの人間ではない。だが、雄鬼高に対しては冷酷そのもので、普段の礼儀正しい口調から一転、挑発的な態度を取る。優秀なクライン使いで生徒からの信頼も厚いが、（時間的な余裕がなかったとはいえ）部外者の素性調査を怠ったまま部隊に編入するなど、指揮官としては少々お粗末である。他にも、美波を誘拐同然に連れ帰ったり、気に入らない事があると発砲するなど、短絡的な行動が目立つ。胸が小さい事を気にしており、この事を茶化した佐伯は殺されかけた。
佐伯 貴浩（さえき たかひろ）
雨ヶ瀬学園三年生。風のグランドマスター。打刀タイプのクライン「クサナギ」を宿す。関西弁が特徴で、未成年であるにもかかわらず中学生の頃から喫煙をしている。また、前髪で隠れているがクラインの治癒力でもなぜか治せない傷が額にある。柊華と知り合ったことをきっかけに雄鬼高校に入学し、生徒会副会長を務めるも、ある日をきっかけに雄鬼を裏切り、雨ヶ瀬学園に寝返った。そして現在は雨ヶ瀬学園生徒会副会長を務め、桜華の右腕として働いている。
学業に関しては成績が低く、外伝漫画にて同じくテストが赤点だった茜とともに補修を受けていた。
緋出 茜（ひじ あかね）
雨ヶ瀬学園一年生。火のグランドマスター。トンファータイプのクライン「スザク」を宿す。燃えるような真っ赤な髪色をしている。見た目どおり強気で活動的な性格をしており、口調も男性的である。母親はクライン研究者の緋出博士。かつては雨ヶ瀬の研究所で（本人の了承のもと）実験体となっていたが、自身の力への恐怖と母親への思いの間で葛藤していた。この時、喧嘩を吹っ掛けてきた琴音を返り討ちにし、それ以降は親友同士となる。病気というハンデを抱えながらも、グランドマスターの地位に上り詰めた琴音の努力を誰よりも知る人物であり、そのためか、労せずして生徒会入りした貴典に手厳しい態度を取る。雄鬼での戦いにおいて、琴音を倒された怒りから弥生を殺そうとするも、見かねたスザクによって制止される。なお、貴典が初めてセクハラをした相手であり、彼女の胸を「堅い壁」と評している。
米水逗 琴音（よのうづ ことね）
雨ヶ瀬学園二年生。水のグランドマスター。レイピアタイプのクライン「PT025」を宿す。普段は大和撫子を思わせる美少女だが、実際は俗に言う「腹黒」である。貴典の新人いびりにもちゃっかり参加し、水の力で彼を溺れさせた。長い付き合いのためか、茜の前ではその腹黒さが大っぴらになり、お嬢様口調で凄まじい暴言を吐いたりする。そんな彼女の体は不治の病に侵されており、クラインを移植したのも病気の進行を食い止めるためだった。また、病気というハンデを抱えつつもグランドマスターの地位を勝ち取った努力家でもある。雄鬼との決戦のさなか、茜を庇って致命傷を負うが、重傷の体を押して大蜘蛛の群れに特攻した。
國東 基信（くにさき もとのぶ）
雨ヶ瀬学園三年生。土のグランドマスター。槍タイプのクライン「フェルゼン」を宿す。かなりの巨漢で、右目に眼帯をしている。その外見に反して温和な性格だが、それ故に過激な人間の多い生徒会では目立てない存在。本人も自身の存在感のなさを気にしている。雄鬼突入の際、桜華を庇って柊華にクラインを破壊され、その後、大蜘蛛の襲撃によって倒れる。ラストでは、気絶していたところを美波に踏みつけられる。
姫嶋 カトリーヌ（ひめじま カトリーヌ）
雨ヶ瀬学園一年生（飛び級）。一人称は「オレ」。11歳で研究クラスの委員長を務めるほどの天才で、両親は旧雨ヶ瀬の研究所でスタッフリーダーを務めていたが、5年前の事故で死亡している。彼女自身はクライン使いではない。美波とは犬猿の仲でよく喧嘩しているが、親を亡くした者同士、同じ悲しみを分かり合える仲でもある。好奇心旺盛で、美波のリュックサックに忍び込み、雄鬼潜入作戦に同行する。雄鬼の大蜘蛛にも興味を持ち、後の外伝で一騒動起こすことになる。清河姉妹の秘密を目撃した唯一の人物である。
清河 藍華（きよかわ あいか）
桜華の双子の妹で、雨ケ瀬学園三年生（今も在籍していれば）。双子というだけあり、容姿は桜華と瓜二つである。名称は不明だが、姉と同じリボルバー型の色違いのクラインを宿している。桜華とは対照的に、物腰が柔らかく感情豊かである。兄である柊華の身を案じて足繁く雄鬼高校に忍び込み、その手引きをしてくれた佐伯とも親しくなる。しかし、ある事件を境に佐伯との仲が決裂し、藍華は行方不明となってしまう。
姉同様に胸が小さいことを気にしており、触った場所が胸だと気づかなかった佐伯に怒り発砲する場面もあった。

### 雄鬼高校
清河 柊華（きよかわ しゅうか）
雄鬼高校生徒会会長。サブマシンガンタイプのクライン「エアストロート」を宿す。雨ヶ瀬のクライン破壊の銃弾をコピーした弾を使用する。属性は不明だが、M（マスター）ランク。妹である桜華と同じ黒髪長髪。ある事件で片目を失い、眼帯をしている。佐伯の回想でしか語られていないが、昔はクラインで人を傷つけることをよしとはせず、妹を気にかけるなど優しい性格であった。彼も雨ヶ瀬の研究所出身で、アルトヴァイスに操られた桜華が、柊華と他のクラインを標的に引き起こした研究所の爆発事故に遭うも、何とか生き延びた（雨ヶ瀬では、事故は柊華が起こしたという噂がある）。雄鬼に入学してからは、雨ヶ瀬に命を狙われながらも、魔剣の行方を探していた。
本上 弥生（ほんじょう やよい）
貴典の妹。意識不明で入院中の母に代わり家事をこなしながら、バイトと学業を両立させている。貴典を「兄貴」と呼ぶなど男勝りなところがあり、容姿も初対面の茜から兄と見間違えられるほどボーイッシュ。兄と共に戦いとは無縁の日常にいたが、雄鬼高の勧誘を断った貴典に対する報復として麻地により拉致されてしまう。その後はどうなったのか長らく不明であったが、魔剣レヴァンテインの宿主となって操られた状態で再登場し、茜と琴音を追い詰める。クラインの宿主となったのは自分の意思と語るが、どういった経緯であるかは不明である。
麻地 丈夫（あさじ たけお）
雄鬼高校在学。カタールタイプのクライン「ジェメリ」を宿す。学年は不明だが、戌飼に下手な態度をとっている。視力が悪く、後に眼鏡からコンタクトレンズに変える。貴典が雄鬼校への入学を拒否したため殺そうとするが、眼鏡を破壊され敗走。その後パワーアップを果たし、仲間を引き連れて雨ヶ瀬を襲うも、今度はパワーアップした美波に倒され捕虜となる。初登場時は属性攻撃もできない雑魚だったが、雄鬼の開発した技術により土属性の力を得る。だがこの技術は未完成だったらしく、彼は実験台にされたに過ぎなかった。捕虜となった後は桜華に身包み剥がされ、ラストや外伝ではパンツ一丁で登場している。彼の制服は雄鬼への潜入作戦の際、貴典に渡される。
戌飼 琢朗（いぬかい たくろう）
雄鬼高校在学。学年は不明。槍タイプのクライン「グルヴェイク」を宿す。炎属性のM（マスター）ランク。長髪で縞模様の帽子を被っている。弥生誘拐の実行犯と思われる男で、貴典と美波が二人がかりでも歯が立たないほどの実力者。物語中盤で再登場し、佐伯の雄鬼校時代の友人であったことが判明する。ガソリンを用いた戦法で一時は優位に立つが、その戦い方を良しとしない自身のクラインと佐伯の底力に敗北し、和解する。その後、雨ヶ瀬生徒会内部に裏切り者がいる事を伝えるが、部下を置き去りにしたまま忽然と姿を消してしまい（しかも一本道の洞窟で）、最終話でまたも突然に姿を現す。自身のクラインに対する愛着は深く、桜華にクラインを破壊された時は謝辞を述べている。また、当初は一人称が曖昧であった。

### その他
大野 ほのか（おおの ほのか）
香々智学園から、雨ヶ瀬学園に救援を求めて接触してきた少女。召喚クライン「レーヴェンハウプト（通称タロ）」を宿す。家庭的で穏やかな性格をしており、その性格に、貴典は好感を持っていた。しかし、本当の彼女の目的は、魔剣レヴァンテインを消滅させるためであり、香々智学園の生徒というのは嘘であったことが発覚する。そのことから、雄鬼からのスパイではないかと疑われたが、単に魔剣封印のために雨ヶ瀬に接触しただけであった。クラインの宿主となったことによる作用か、貴典の体に接触した際に魔剣レヴァンテインの波動を感じ取っている。自ら、精霊界から精霊を呼び出して使役することが出来るが、いつもは失敗をすることが多いようである。
タロ（レーヴェンハウプト）
大野ほのかに宿る召喚クライン。タロと名づけられているが、レーヴェンハウプトという正式な名前が存在する。ほのかが最初に犬と勘違いしたせいで、犬としつけられているため、反射的にお手の動作をすることがある。暴走した魔剣レヴァンテインを封じるために生み出されたクラインで、双子の姉がいたが、魔剣に敗北した際に宿主と共に死亡している。彼はその唯一の生き残り（しかし、クラインは宿主が死ねば同時に消滅するという設定と矛盾する）で、宿主を変えながら、敵である魔剣の行方を追っていた。なお、佐伯と同じく関西弁を使う。
本上（母）
本名不明。本上貴典・弥生の母。本編開始より5年前、貴典が初めてクラインを発動させた際、顔を刺され、植物人間になってしまう。彼女の意識が戻らないのはクラインの力によるものらしいが、それらの謎は明かされる事はなかった。
海部物産社長
本名不明。海部美波の父。多忙のため、娘である美波から一方的に嫌われていたが、身代金目的に誘拐された美波を身を挺して守るなど、娘に向ける愛情は本物だった。その時の怪我が原因で死亡、もしくはそれに近い状態になったらしい。
武田（たけだ）
佐伯貴浩が通っていた中学の剣道部顧問。佐伯の力を認めつつも、身勝手な性格を戒めるために剣を握らせなかった。剣道の腕前はかなりのもので、当時の佐伯が全く相手にならなかったほど。クラインに操られた佐伯を止めるために戦い、結果として二度と竹刀を握れなくなってしまうが、彼女の「力を持つ者は苦しみに耐え、怒りに耐え、恐怖に耐えなければならない」との言葉は、後の佐伯の人生を大きく変えることになる。
月見 ミカ（つくみ ミカ）
外伝「怪奇!!旧校舎の怪!!」に登場する雨ヶ瀬学園3年の女子生徒。緩いウェーブの掛かった長髪が特徴。肝試しをするために旧校舎に忍び込んで行方不明になった友人達の捜索を生徒会に依頼した。大蜘蛛との交戦中に忽然と姿を消したり、捜索対象だった女子生徒二人から存在を認識されていないと不可解な描写を見せていたが、外伝のラストにて、雨ヶ瀬が研究所だった頃の桜華の友人であり、5年前の大規模爆発事故で死亡していたことが明かされる。幽霊として旧校舎に留まっており、蜘蛛の糸に絡まれて身動きが取れないまま放置された麻地を迷惑そうに見ていた。

## クライン一覧
魔剣レヴァンテイン／聖剣ブリュンヒルド
本上貴典を宿主とするクライン。武器の形状はブロードソード。本体は銀髪の少年。実は、全てのクラインの基となった「ベイシスクライン」である。クラインを隠したいという貴典の意思に従って普段は小型化しているが、貴典に危機が迫ると魔剣（グレートソード）へと変化する。この時、貴典はクラインに意識を乗っ取られ、宿主に敵意を向ける者であれば敵味方関係なく無差別に攻撃するようになってしまう。
魔剣は敵から気を奪うだけでなく、他のクラインを吸収して自らの力に変えることができ、実際に大蜘蛛に寄生したクラインを喰らう場面もあった。
後に、貴典の妹弥生を宿主としたもう一つの魔剣が登場するが、貴典の魔剣を複製したものであるのかは不明。
ローゼンドルフ
海部美波を宿主とするクライン。武器の形状はナックル。本体は黒い覆面を被った金髪の少年。幼少時、誘拐犯に父を撃たれた美波の怒りに反応して覚醒した。
超接近戦を得意とするクラインで、パンチ力や投げ技に優れている。その反面、遠距離での戦いは不得手だが、訓練を積めば気弾を発射することもでき、遠距離攻撃への対応も可能となる。
宿主である美波の依存心が影響し、長らくDランクに甘んじていたが、美波が麻地との戦いで精神的成長を遂げ、Aランクにパワーアップする。パワーアップ後は、スケート靴に似た形状の具足を具現化できるようになり、クライン本体の翼がDランクの頃より大きくなっている。
アルトヴァイス
清河桜華を宿主とするクライン。武器の形状はリボルバー式拳銃。本体は浅黒い肌と長髪の女性。寄生ではなく、人為的に移植されたクラインである。藍華の回想にて新型クラインという言及があった。神秘的で美しい姿とは裏腹に性格は悪質極まりなく、一連の事件を引き起こした元凶である。宿主である桜華が、銃のクラインが高い攻撃力の代償に回復機能を犠牲にしていることに不安感を抱いてしまい、それがアルトヴァイスにも伝わった結果、桜華は意識を乗っ取られることになった。柊華に桜華を操っている事を知られたため、旧雨ヶ瀬を爆破して多くの犠牲者を出したが、肝心の柊華を殺す事は出来なかった。その後、貴浩と藍華を利用して柊華を襲撃するも、この事件にて宿主の桜華が致命傷を負ったため、桜華を見捨てて藍華に鞍替えするという暴挙に出た。さらには口封じのため、数名の雨ヶ瀬生徒を殺害している。保身のために多くの命を犠牲にしてきた彼女だったが、雄鬼高との最終決戦の最中、柊華に向けた銃がなぜか暴発する。クライン腐敗の弾丸の効果によって腐り落ちてしまい、自業自得とも言える最期を遂げた。
クサナギ
佐伯貴浩を宿主とするクライン。武器の形状は打刀。風属性の力を持つ。本体は和風な顔立ちの少女。中学生時代、剣道部の顧問と衝突し、完膚なきまでに叩きのめされた貴浩に力を与えるために覚醒する。その過程において、顧問を再起不能に追い込むという取り返しの付かない事件を起こしてしまう。また、貴浩の雄鬼高時代でも（宿主の命を守るためとはいえ）ある人物に致命傷を負わせ、貴浩と藍華の仲を決裂させてしまう。
スザク
緋出茜を宿主とするクライン。武器の形状はトンファー。炎属性の力を持つ。本体は陣羽織のような衣装を纏った短髪の少年。活躍の機会こそ少なかったものの、怒りに任せて弥生を殺そうとした茜を制止するという重要な役割を果たす。
PT025
米水逗琴音を宿主とするクライン。武器の形状はレイピア。水属性の力を持つ。本体はこれと言った特徴のない地味な少年。研究者によって造りだされた人工クライン（オリジナルクラインとの差異は不明）である。脆弱さから弥生の斬撃を受けきる事が出来ず、宿主の琴音は致命傷を負ってしまった。それでも己の運命を受け入れ、最後まで琴音に付き合った。
フェルゼン
國東基信を宿主とするクライン。武器の形状は槍。土属性の力を持つ。本体はモンゴル風の衣装を纏った少年。宿主と同じく存在感が薄い。雄鬼高戦において、柊華にクライン腐敗の弾丸を撃ち込まれ、その実力を見せる間もなく戦闘不能に。
エアストロート
清河柊華を宿主とするクライン。武器の形状はサブマシンガン。本体は、目を隠すほどに長い髪の毛の少年。桜華のアルトヴァイスと、藍華の銃のクラインと同時期に移植されたクラインで、藍華の回想で新型クラインとの言及がある。
ジェメリ
麻地丈夫を宿主とするクライン。武器の形状はカタール（ジャマダハル）。本体は、逆立てた髪を二股に分けたような形をしており、胸元を露出した水着のような衣装をまとっている。両手には武器形態によく似たカタールを装着している。クラインのレベルを人為的に上げる措置により一時的とはいえ土属性の力を得るが、ジェメリが本来持っている属性であるかは不明である。
グルヴェイク
戌飼琢朗を宿主とするクライン。炎属性の力を持つ。武器の形状は先端が鉤爪状になった槍。クライン本体の片腕もよく似た形をとっている。佐伯と邂逅した際にはすでにMランクに到達するほどの戦闘経験がある。
地下鍾乳洞での戦いにおいて、ガソリンで火力を上げるという宿主の戦いをよしとせず、それが戌飼の敗北に繋がった。

## 外伝
「新名物・雨ヶ瀬温泉にようこそ!」は少年ガンガン増刊号『ガンガンパワード』2002年春季号に掲載された作品。雨ヶ瀬学園敷地内に温泉が湧いたという設定で、本編のようなシリアスな内容ではなくギャグ内容が盛り込まれている。
「戦慄!!旧校舎の怪!!」は少年ガンガン増刊号『ガンガンパワード』2002年秋季号に掲載された作品で、本編で話題にならなかった雨ヶ瀬学園旧校舎のエピソードについてを作品とした。

## ぼくらのポストマン
『月刊少年ガンガン』1999年8月号に掲載。神田晶のデビュー作。進路希望に悩む高校三年生の男子生徒がひょんなきっかけで、正義感の強い学生プロレス出身の郵便局員に出会い、自己啓発していく作品である。郵便局員が自らの職業に異様に誇りを持っており郵便局の商品を何かにつけてアピールしてくるなど、ギャグ漫画としての要素が強い。ラストは男子生徒が郵便局員となることを決意して大学進学を選ぶが、郵政省は高卒入省も可能であった。

## サブタイトル
| 単行本 | 話数 | 収録話                        | 書籍情報                       |
| ------ | ---- | ----------------------------- | ------------------------------ |
| 第1巻  | 1    | 遭遇                          | 2001年7月発売 ISBN 4757504942  |
| 第1巻  | 2    | 決断                          | 2001年7月発売 ISBN 4757504942  |
| 第1巻  | 3    | 覚醒                          | 2001年7月発売 ISBN 4757504942  |
| 第2巻  | 4    | 理由（ワケ）                  | 2001年12月発売 ISBN 475750599X |
| 第2巻  | 5    | 誇り                          | 2001年12月発売 ISBN 475750599X |
| 第2巻  | 6    | 決着                          | 2001年12月発売 ISBN 475750599X |
| 第2巻  | 7    | 召喚精霊                      | 2001年12月発売 ISBN 475750599X |
| 第2巻  | 8    | 決戦前夜                      | 2001年12月発売 ISBN 475750599X |
| 第3巻  | 9    | 潜入                          | 2002年5月発売 ISBN 4757506961  |
| 第3巻  | 10   | 勇気                          | 2002年5月発売 ISBN 4757506961  |
| 第3巻  | 11   | 信頼                          | 2002年5月発売 ISBN 4757506961  |
| 第3巻  | 12   | 友情                          | 2002年5月発売 ISBN 4757506961  |
| 第3巻  | 13   | 過去                          | 2002年5月発売 ISBN 4757506961  |
| 第4巻  | 14   | 出会い                        | 2002年10月発売 ISBN 4757508131 |
| 第4巻  | 15   | 勝利                          | 2002年10月発売 ISBN 4757508131 |
| 第4巻  | 16   | 敵                            | 2002年10月発売 ISBN 4757508131 |
| 第4巻  | 17   | 火と水                        | 2002年10月発売 ISBN 4757508131 |
| 第4巻  | 18   | 再会                          | 2002年10月発売 ISBN 4757508131 |
| 第5巻  | 19   | 正体                          | 2002年11月発売 ISBN 4757508255 |
| 第5巻  | 20   | 使命                          | 2002年11月発売 ISBN 4757508255 |
| 第5巻  | 21   | 聖剣                          | 2002年11月発売 ISBN 4757508255 |
| 第5巻  | 外伝 | 新名物・雨ヶ瀬温泉にようこそ! | 2002年11月発売 ISBN 4757508255 |
| 第5巻  | 外伝 | 戦慄!!旧校舎の怪!!            | 2002年11月発売 ISBN 4757508255 |
| 第5巻  | 読切 | ぼくらのポストマン            | 2002年11月発売 ISBN 4757508255 |